# Мерилин Хорн
Мерилин Хорн (на английски: Marilyn Horne) е американска оперна (мецо-сопран) певица, родена на 16 януари 1934 г. в Брадфорд, Пенсилвания. Известна е с изпълненията си на музика от Хендел и Росини. Уникална е с необичайно широкия си певчески диапазон – изпълнява партии от контраалт до колоратурен сопран. През 70-те и 80-те години на XX век нейни постоянни сценични партньори са Лучано Павароти, австралийския драматичен колоратурен сопран Джоан Съдърланд – „La Stupenda“ или „Блестящата“ (в англоговорещите среди е популярна колкото Мария Калас и нейния съпруг – диригента Ричард Бонинг.